# Kanton Tulcán
Der Kanton Tulcán befindet sich in der Provinz Carchi im Norden von Ecuador. Er besitzt eine Fläche von 1828 km². Im Jahr 2022 lag die Einwohnerzahl bei rund 92.400. Verwaltungssitz des Kantons ist die Provinzhauptstadt Tulcán mit 53.500 Einwohnern (Stand 2010). Der Kanton Tulcán wurde 1851 eingerichtet.

## Lage
Der Kanton Tulcán erstreckt sich entlang der kolumbianischen Grenze im Norden der Provinz Carchi. Das Gebiet liegt in den Anden. Der Westen wird über den Río San Juan, der Osten über den Río Guáitara entwässert. Die Fernstraße E35 führt von Tulcán nach Süden.
Der Kanton Tulcán grenzt im Norden an Kolumbien, im Südosten an die Kantone Sucumbíos (Provinz Sucumbíos) und San Pedro de Huaca, im Süden an die Kantone Montúfar, Espejo und Mira sowie im Westen an die Provinz Esmeraldas.

## Verwaltungsgliederung
Der Kanton Tulcán ist in die Parroquias urbanas („städtisches Kirchspiel“)
- González Suárez
- Tulcán

und in die Parroquias rurales („ländliches Kirchspiel“)
- El Carmelo (Pun)
- El Chical
- Julio Andrade (La Orejuela)
- Maldonado
- Pioter
- Santa Martha de Cuba
- Tobar Donoso
- Tufiño
- Urbina

gegliedert.

## Geschichte
Der Kanton gehörte zunächst zur Provinz Imbabura. Mit der Gründung der Provinz Veintemilla (später Carchi) im Jahr 1880 wurde er Teil dieser neuen Provinz. Im Jahr 1980 wurde der Kanton Mira, 1995 der Kanton San Pedro de Huaca aus dem Kanton Tulcán ausgegliedert.
Entwicklung der Einwohnerzahl im Kanton Tulcán bei landesweiten Volkszählungen zum jeweiligen Gebietsstand:
| Jahr                    | Einwohner | +/-    |
| ----------------------- | --------- | ------ |
| 1950                    | 31.586    | –      |
| 1962                    | 38.982    | 23,4 % |
| 1974                    | 51.897    | 33,1 % |
| 1982                    | 59.474    | 14,6 % |
| 1990                    | 69.643    | 17,1 % |
| 2001                    | 77.175    | 10,8 % |
| 2010                    | 86.498    | 12,1 % |
| 2022                    | 92.375    | 6,8 %  |
| Datenherkunft: Wikidata |           |        |

## Ökologie
Im Westen des Kantons befindet sich das Schutzgebiet Bosque Protector Golondrinas. Im zentralen Süden des Kantons liegt ein Teil der Reserva Ecológica El Ángel.